# Guillaume Oyono-Mbia
Guillaume Oyono Mbia (Mvoutessi, 2 marzo 1939 – Yaoundé, 10 aprile 2021) è stato uno scrittore camerunese.
Lettore all'università di Yaoundé, fu dal 1972 al 1975 a capo della divisione Affari culturali del Ministero dell'Informazione.
Fu autore di innumerevoli radiodrammi in lingua inglese o francese; tra le sue commedie particolarmente celebre è Tre pretendenti - un marito (1959).